# 外為どっとコム
株式会社外為どっとコム（がいためどっとコム）は、外国為替取引が専門の金融先物取引業者。

## 概要
現在、個人向け外国為替証拠金取引（FX取引）、バイナリーオプションのサービスを展開している。同社はFX業者として口座数は1位である。預かり保証金残高はかつて国内1位であった。
カバー先（カウンターパーティ）は、シティバンク,N.A.、野村證券 、JPモルガン・チェース銀行、モルガン・スタンレー、HSBC東京支店、バンク・オブ・アメリカ、RBS、ノムラ・インターナショナル、ジェイ・アーロン&Co、ドイツ銀行、バークレイズ銀行。
2021年12月13日、伊藤忠商事が同社の株式40.19％を129億円で取得し、持ち分法適用会社にすると発表した。同社の第2位の株主である澤田ホールディングスから、保有する全株式を取得する。

## 行政処分・不祥事
2010年7月13日のマーケットオープン時にユーロ円のレートを誤って55.79円（実勢レートの半値）と配信し約定不成立による混乱を招いた。その後も 9月6日の午後3時34分から42分までドル円、ユーロ円のレートを誤ってともに100円（実勢レートより著しい乖離）と配信し約定不成立による混乱を招いた。そのため 9月10日には財務省関東財務局より業務改善命令が下される。所管当局より報告を求められ再発防止策を検討しているなかでの障害続発のため。
更に、9月15日には「FXステージ」において、システム障害が原因で本来は顧客に一定以上の損失が出た場合のみ損失拡大を防ぐため取引を強制終了するロスカット（損切り）が、対象にならない顧客約1000人分の取引まで誤って執行される。またマーケットオープン時に処理遅延が発生し、取引開始が約1時間30分遅れた。このトラブルにより、9月17日に財務省関東財務局より業務停止命令及び再度の業務改善命令が下される。業務停止期間は10月1日からの1カ月間。決済取引に伴う業務を除くFX取引全般（口座開設を含む）の業務が対象となった。
この一連のシステムトラブルに対し譴責処分を発表したが、外為どっとコム執行役員システム部長が子会社インフォキュア代表取締役、当のインフォキュア代表取締役は外為どっとコム営業本部長となった。社内管理体制を強化する組織図を開示したものの、あらたに創設された室はこれまでと同じフロアのままで間仕切がなく対症療法である。
同社のFX商品2つ（「FXステージ」「外貨ネクスト（旧ネクスト総合口座）」）のうち、システム障害の発生した商品である「FXステージ」の新規建玉取引と新規口座開設を停止し、2011年3月でサービスを廃止した。
2015年7月13日の13時過ぎ、システム障害が発生。一時復旧したものの再度トラブルが起き、22時前にかけて緊急メンテナンスを行った。この結果、障害発生からメンテナンス終了まで、保有する約39万口座全てへのログインが出来なくなった。原因はシステムのハードウェア故障によるものと発表された。

## 沿革
- 1999年 - オリエント貿易が外国為替取引「夢飛行」取扱開始。
- 2000年 1月31日 - オリエント貿易が日本初のインターネットを利用した個人向け外国為替取引「夢飛行」を開始する。
- 2000年 2月21日 - 世界初のiモードでの為替取引でも取引可能、限月取引の乗換え（ロールオーバー）が可能となる。
- 2002年 4月1日 - オリエント貿易の外為証拠金取引部門を分社化し、外国為替ブローカのメイタン・トラディションと商品先物業のオリエント貿易の両社が1億円の資本金を折半出資で、オンラインによる外国為替保証金取引専門会社オリエント・トラディションFXをメイタン・トラディションオフィスに同居する形で設立。同時に積極型外国為替取引「New夢飛行」（現「外貨ネクスト」）スタート。
- 2002年 6月 - 世界初　PCのみならず、iモード、J-SKY、Ezwebでも2wayプライスを提供開始。
- 2002年10月 - 業界初 外国為替保証金取引仮想売買コンテスト「バーチャルFX」を開始。
- 2003年12月 - 社名を「株式会社外為どっとコム」に変更。同時に、本社を東京都港区東新橋に移転。河田将吾建築設計事務所がオフィス設計。
- 2004年5月 - 最大160名収容のセミナーホール、収録スタジオ、ならびにトレーディングスペースを完備した多目的メディアセンターブルーホールを完成。河田将吾建築設計事務所が設計。
- 2005年7月 - NTTドコモiアプリ対応携帯端末向けアプリケーションソフト『外為アプリ』を提供開始。
- 2005年8月 - 沖縄支店開設。初代支店長はオリエント貿易出身者。
- 2005年12月  - 金融先物取引業の登録完了（関東財務局長（金先） 第64号）。同時に社団法人金融先物取引業協会へ加入。
- 2006年8月 - 外国為替保証金取引「ネクスト総合口座」が預かり残高500億円を達成。
- 2007年1月 -  新ショッピングサイト「do+.（ドゥプラス）」をオープン。
- 2007年3月 - 外国為替保証金取引「ネクスト総合口座」10万口座突破。
- 2007年6月 - 名護支店開設。初代支店長はオリエント貿易出身者。
- 2007年7月 - 手数料無料により為替差益を追求する短期トレード型外国為替保証金取引「FXステージ」を開始。
- 2007年12月 - 業界初、総口座数20万口座突破（1人で2種類の口座を開設しており2つカウントするため人数としては半数）。
- 2008年2月 - 業界初、外為天気予報（外国為替の予報サービス）を無償公開。
- 2008年7月 - システム子会社 株式会社インフォキュアを資本金5千万円で設立。
当初出資比率は琉球ネットワークサービス20%、芝通20%、外為どっとコム60%であったが現在は外為どっとコム100%出資で初代社長は外為どっとコム出身者。インフォキュア売上高は1億4000万円（2009年3月末現在）。
- 2008年10月 - 世界金融危機の影響により預かり残高240億円を失う。
- 2008年12月 - 外国為替保証金取引仮想売買コンテスト「バーチャルFX」登録数100万名突破。
- 2009年6月 - 外為どっとコム会員向けレポート配信子会社外為どっとコム総合研究所（外為総研）を資本金5千万円で設立。
初代社長は外為どっとコム社長が兼任。首席研究理事として竹中平蔵を招へい。外為総研レポートは当初会員向けであったが現在は非会員閲覧可能。
- 2009年6月 - 沖縄名護支店新オフィス開設。
- 2010年3月 - 取引所為替証拠金取引「くりっく365」に係る取引資格を取得。
- 2010年4月 - 「FXステージ」バージョンアップ版リッチアプリ（RIAアプリ）リリース。
- 2010年6月 - 業界初、総口座数50万口座突破（1人で2種類の口座を開設しており2つカウントするため人数としては半数）。
- 2010年12月29日 - 大畑敏久社長が特別顧問となり、小杉昭徳監査役が社長となる[11]。
- 2021年4月 - 上田ハーロー株式会社の全株式を取得し完全子会社化。
- 2021年10月 - 上田ハーロー株式会社を吸収合併。
- 2022年9月 - 伊藤忠商事がHSホールディングスから株式を譲受し第2位株主となる。
- 2024年12月 - 株式会社マネーパートナーズグループを子会社化。

## 各種貢献活動

### スポーツ支援
- サッカークラブチーム「沖縄かりゆしFC」メインスポンサー（2008年 - 2009年）
  - 沖縄県に重要拠点がある外為どっとコムが地域活性化還元を目的であったが外為どっとコムがコスト削減としてスポンサー辞退決定。結果として「沖縄かりゆしFC」そのものが解散することになった。選手らは解散会見前日に知らされるなど、外為どっとコムの突然の辞退表明に困惑した。
- プロ野球球団「福岡ソフトバンクホークス」ユニフォーム（パンツ）スポンサー（2008年 - 2009年）
  - 外為どっとコムの出資会社であるエイチ・エス・フューチャーズ株式会社の本社所在地が福岡であること、外為どっとコムが初の支店展開を行う際に沖縄と並んで検討されたのが福岡であった。

### CSR活動
- 竹中平蔵こどもプロジェクト
  - 竹中平蔵による日本中の小中学校への特別経済授業を提供。開催数は多くなく、2007年度は1回しか開催されていない。
- チバリヨ〜ウチナー
  - 沖縄県に2支店を持つ同社が沖縄の未来を考えるシンポジウムを提供。講演者には仲井眞弘多沖縄県知事、竹中平蔵慶應義塾大学教授を招聘。

## スポンサー番組
- 経済討議バトル 頂上決戦（朝日ニュースター、毎月第1土曜日17:00 - 17:55）
- 榊原英資 ショウアップ経済学（ニッポン放送、毎週火曜日19:30 - 19:40、放送終了）
- ドットコムマネー塾（ニッポン放送、毎週月曜日20:30 - 20:50）
- サンプラザ中野くんのマネーランナー （FM北海道・FM沖縄、毎週日曜日21:00 - 21:30）
- 報道ステーション（テレビ朝日、毎週月曜日 21:54 - 23:10）
- 竹中平蔵 ON AND ON（ニッポン放送、毎週 20:00 - 20:30）

## CM
- 乃木坂46の元メンバー白石麻衣をCMキャラクターに起用している[12]。

## その他
- 2007年6月の名護支店開設にあたって初めて沖縄県内での新卒採用を開始したが、当初から「ふるいにかける」目的で採用予定者より多い人数を合格させ、直接契約では無く派遣社員として通勤させ、ランク外とみなしたものにはある日突然「明日から来なくていい」と容赦ない派遣切りを行った。この問題は、沖縄県内の社員に禍根を残す結果となり、また実名こそ出なかったものの共産党県議によって沖縄県議会でも取り上げられた。
- 2010年3月に東京金融取引所から取引所為替証拠金取引「くりっく365」の取引資格を取得している[13][14]が、2011年10月現在いまだにサービスを開始しておらず[15]、開始の予定も発表されていない。